# Etsha 13
Etsha 13 – wieś w Botswanie w dystrykcie North West. Według spisu ludności z 2011 roku wieś liczyła 2377 mieszkańców.